# Izgnanstvo (sura)
Izgnanstvo (arabsko Al-Hashr) je 59. sura (poglavje) v Koranu, ki jo sestavlja 24 ajatov (verzov). Je medinska sura.
Med opravljanjem molitve (salata oz. namaza) pri tej suri verniki opravijo 3 ruku'jev (priklonov).